# King Von
Dayvon Daquan Bennett, művésznevén King Von (Chicago, 1994. augusztus 9. – Atlanta, 2020. november 6.) amerikai rapper és dalszerző. Lil Durk amerikai rapper hanglemezkiadóival, az Only the Family és az Empire Distribution kiadóval volt szerződése.

## Halála
2020. november 6-án hajnalban belekeveredett két csoport vitájába egy atlantai éjjeli szórakozóhely előtt, az egyik csoport 
Quando Rondo rapperrel állt kapcsolatban. A vita hamarosan fegyveres összetűzésbe torkollott, amit két, szolgálaton kívüli rendőr, szintén fegyvert használva megpróbált megfékezni. Bennett is lövést kapott, kritikus állapotban szállították kórházba, ahol nem sokkal később, egy életmentő műtétet követően elhunyt. A Georgia Bureau of Investigation (Georgia állam nyomozóhivatala) első jelentése szerint három ember halt meg az incidensben, de később, egy atlantai rendőrségi szóvivő jelentése szerint csak ketten vesztették életüket, és négyen megsebesültek; egyiküket letartóztatták King Von megölése miatt. A gyilkos 22 éves. King Vont 2020. november 15-én temették el szülővárosában, Chicagóban.